# Pasi Panyang
Pasi Panyang is een bestuurslaag in het regentschap Aceh Barat van de provincie Atjeh, Indonesië. Pasi Panyang telt 156 inwoners (volkstelling 2010).